# Стоян Калъчев
Стоян Петров Калъчев е политически деец на БЗНС, журналист.

## Биография
Стоян Калъчев е роден през 1896 г. в село Попица, Белослатинско. Участва като офицер в Първата световна война.
Член е на БЗНС от 1918 г. Частен секретар на Александър Стамболийски. Член на Управителния съвет на БЗНС и на Комитета за селска диктатура (1923). На 4 март 1923 г. Калъчев е сред ораторите на околийското събрание на Земеделските дружби в село Бъркачево, което утвърждава решението на върховния съюз за изключването на Константин Томов от БЗНС. Народен представител в ХХ ОНС.
Помощник-главен редактор на съюзния орган в. „Земеделско знаме“ (1921 – 1923). Сътрудничи и на официоза в. „Победа“.
След преврата на 9 юни 1923 г. е арестуван и убит край София.